# Jack Williams
Jack Williams, född 22 april 2000, är en amerikansk bågskytt. Han deltog vid olympiska sommarspelen 2020.